# Lydie Polfer

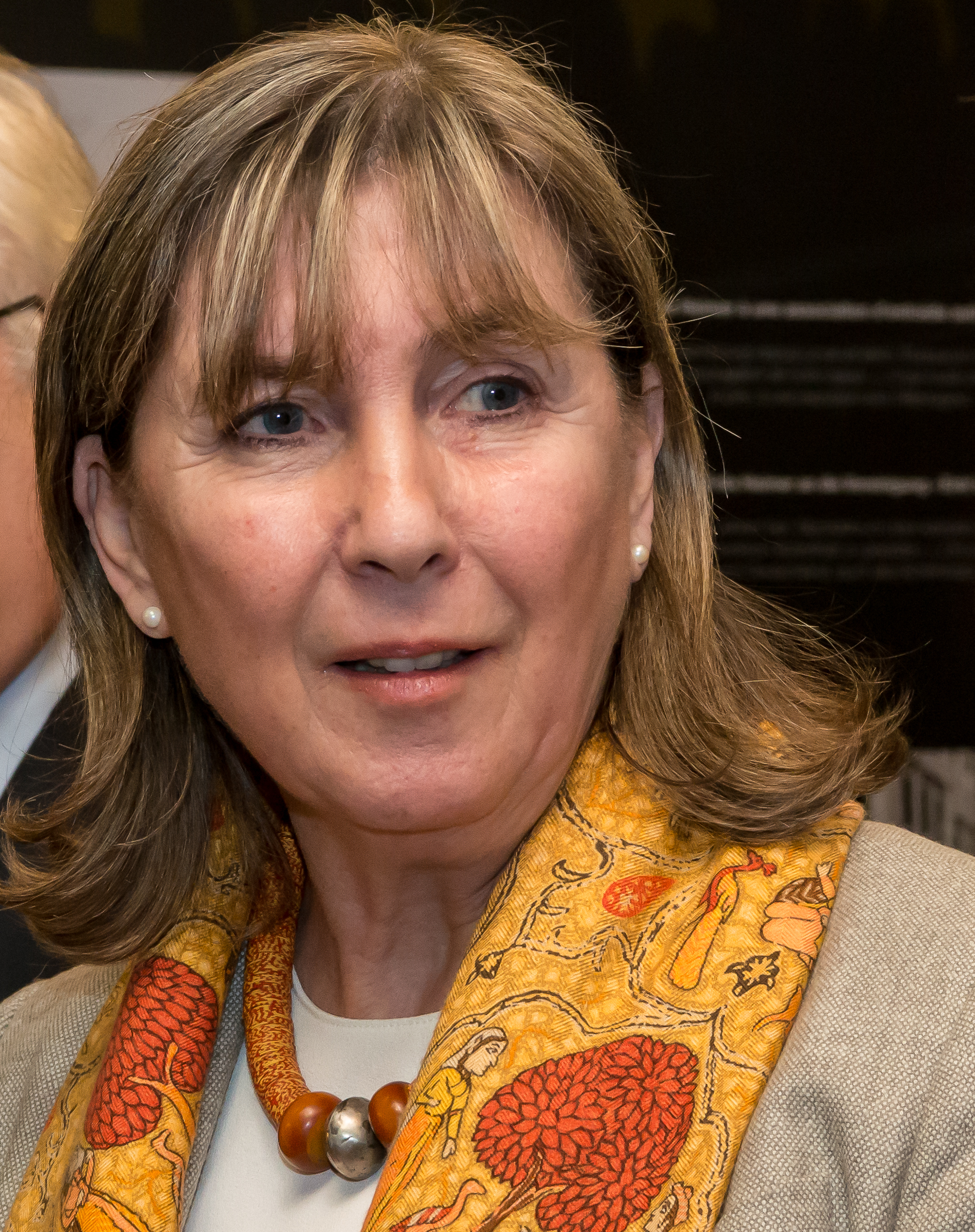
Lydie Polfer (2016)

Lydie Polfer (n. 22 noiembrie 1952, Lëtzebuerg, Luxemburg) este un om politic liberal luxemburghez, primar al orașului Luxemburg din 2013.
Între 2004-2009 a fost membră a Parlamentului European din partea Luxemburgului.
Este membră a Demokratesch Partei.